# Volta ao Alentejo 2023
La Volta ao Alentejo 2023, quarantesima edizione della corsa, valevole come prova del circuito UCI Europe Tour 2022 categoria 2.2, si svolse in cinque tappe dal 22 al 26 marzo 2023 per un percorso totale di 834 km, con partenza da Beja e arrivo a Évora. La vittoria fu appannaggio del venezuelano Orluis Aular, il quale completò il percorso in 19h53'36" precedendo il colombiano Adrián Bustamante e l'olandese Alex Molenaar.
Al traguardo di Évora 114 ciclisti, dei 125 partiti da Beja, portarono a termine la competizione.

## Tappe
| Tappa  | Data     | Percorso                | km    | Vincitore di tappa | Leader cl. generale |
| ------ | -------- | ----------------------- | ----- | ------------------ | ------------------- |
| 1ª     | 22 marzo | Beja > Ourique          | 168,8 | Luke Lamperti      | Luke Lamperti       |
| 2ª     | 23 marzo | Castro Verde > Grândola | 170,8 | Leangel Linarez    | Luke Lamperti       |
| 3ª     | 24 marzo | Vendas Novas > Estremoz | 191,4 | Cyril Barthe       | Cyril Barthe        |
| 4ª     | 25 marzo | Crato > Castelo de Vide | 148,2 | Adrián Bustamante  | Orluis Aular        |
| 5ª     | 26 marzo | Monforte > Évora        | 154,9 | Leangel Linarez    | Orluis Aular        |
| Totale | Totale   | Totale                  | 834   |                    |                     |

## Squadre partecipanti
| N.    | Cod. | Squadra                     |
| ----- | ---- | --------------------------- |
| 1-7   | CJR  | Caja Rural-Seguros RGA      |
| 11-17 | BBH  | Burgos-BH                   |
| 21-27 | EKP  | Equipo Kern Pharma          |
| 31-37 | BAI  | Bike Aid                    |
| 41-47 | EHE  | Electro Híper Europa        |
| 51-57 | BSP  | BAI-Sicasal-Petro de Luanda |
| 61-67 | TRI  | Trinity Racing              |
| 71-77 | GCT  | Glassdrive Q8 Anicolor      |
| 81-87 | KSU  | Kelly Simoldes UDO          |

| N.      | Cod. | Squadra                            |
| ------- | ---- | ---------------------------------- |
| 91-97   | EFP  | Efapel Cycling                     |
| 101-107 | CDF  | ABTF Betão-Feirense                |
| 111-117 | ATF  | AP Hotels & Resorts-Tavira         |
| 121-127 | LAA  | Credibom-LA Alumínios-Marcos Car   |
| 131-137 | TAV  | Tavfer-Ovos Matinados-Mortágua     |
| 141-147 | ALL  | Aviludo-Louletano-Loulé Concelho   |
| 161-167 |      | Fonte Nova-Felgueiras              |
| 171-176 |      | JV Perfis Windmob                  |
| 181-187 |      | S. Maria da Feira-Segmento d'Época |

## Dettagli delle tappe

### 1ª tappa
- 22 marzo: Beja > Ourique – 168,8 km

Risultati
| Pos. | Corridore     | Squadra   | Tempo    |
| ---- | ------------- | --------- | -------- |
| 1    | Luke Lamperti | Trinity   | 3h54'24" |
| 2    | Cyril Barthe  | Burgos-BH | s.t.     |
| 3    | Max Walker    | Trinity   | s.t.     |

| Pos. | Corridore     | Squadra   | Tempo    |
| ---- | ------------- | --------- | -------- |
| 1    | Luke Lamperti | Trinity   | 3h54'14" |
| 2    | Cyril Barthe  | Burgos-BH | a 3"     |
| 3    | Max Walker    | Trinity   | a 6"     |

### 2ª tappa
- 23 marzo: Castro Verde > Grândola – 170,8 km

Risultati
| Pos. | Corridore       | Squadra    | Tempo    |
| ---- | --------------- | ---------- | -------- |
| 1    | Leangel Linarez | Tavfer     | 4h14'21" |
| 2    | Orluis Aular    | Caja Rural | s.t.     |
| 3    | Santiago Mesa   | ABTF Betão | s.t.     |

| Pos. | Corridore       | Squadra   | Tempo    |
| ---- | --------------- | --------- | -------- |
| 1    | Luke Lamperti   | Trinity   | 8h08'35" |
| 2    | Cyril Barthe    | Burgos-BH | a 3"     |
| 3    | Leangel Linarez | Tavfer    | a 4"     |

### 3ª tappa
- 24 marzo: Vendas Novas > Estremoz – 191,4 km

Risultati
| Pos. | Corridore           | Squadra    | Tempo    |
| ---- | ------------------- | ---------- | -------- |
| 1    | Cyril Barthe        | Burgos-BH  | 4h29'51" |
| 2    | Francisco Guerreiro | Efapel     | s.t.     |
| 3    | Orluis Aular        | Caja Rural | s.t.     |

| Pos. | Corridore     | Squadra    | Tempo     |
| ---- | ------------- | ---------- | --------- |
| 1    | Cyril Barthe  | Burgos-BH  | 12h38'19" |
| 2    | Luke Lamperti | Trinity    | a 7"      |
| 3    | Orluis Aular  | Caja Rural | a 9"      |

### 4ª tappa
- 25 marzo: Crato > Castelo de Vide – 148,2 km

Risultati
| Pos. | Corridore         | Squadra       | Tempo    |
| ---- | ----------------- | ------------- | -------- |
| 1    | Adrián Bustamante | Kelly         | 3h41'29" |
| 2    | Orluis Aular      | Caja Rural    | s.t.     |
| 3    | Alex Molenaar     | Electro Híper | s.t.     |

| Pos. | Corridore         | Squadra       | Tempo     |
| ---- | ----------------- | ------------- | --------- |
| 1    | Orluis Aular      | Caja Rural    | 16h19'49" |
| 2    | Adrián Bustamante | Kelly         | a 10"     |
| 3    | Alex Molenaar     | Electro Híper | a 12"     |

### 5ª tappa
- 26 marzo: Monforte > Évora – 154,9 km

Risultati
| Pos. | Corridore         | Squadra    | Tempo    |
| ---- | ----------------- | ---------- | -------- |
| 1    | Leangel Linarez   | Tavfer     | 3h33'55" |
| 2    | Orluis Aular      | Caja Rural | s.t.     |
| 3    | Pirmin Eisenbarth | Bike Aid   | s.t.     |

| Pos. | Corridore         | Squadra       | Tempo     |
| ---- | ----------------- | ------------- | --------- |
| 1    | Orluis Aular      | Caja Rural    | 19h53'36" |
| 2    | Adrián Bustamante | Kelly         | a 17"     |
| 3    | Alex Molenaar     | Electro Híper | s.t.      |